# 第31航空群
第31航空群（だいさんじゅういちこうくうぐん、英称：Fleet Air Wing 31 ）とは、海上自衛隊の航空集団隷下の航空部隊（航空群）の一つであり、岩国航空基地（山口県岩国市）に配備されている。群司令は海将補（二）をもって充てられている。

## 任務
海上自衛隊の航空群の中でも特殊な任務を担当している部隊である。
第71航空隊は、水陸両用の救難飛行艇により遭難航空機や遭難船舶の捜索及び乗員の救助、離島等からの急患輸送等を実施している。第81航空隊は、EP-3による電子戦データ収集及びOP-3Cによる画像情報収集とUP-3Dによる艦艇部隊が行う電子戦訓練及び対空射撃訓練支援を任務とする。標的機整備隊は広島県江田島市に配備されており、艦艇部隊のミサイル訓練射撃に使用する高速標的機の整備並びに整備員の教育を主な任務としている。

## 沿革
- 1973年（昭和48年）3月1日：岩国航空基地に「第31航空群」が新編、航空集団隷下に編入。

※ 新編時の編成（司令部・第31航空隊（PS-1×6機）・第31支援整備隊・岩国航空基地隊）
- 1976年（昭和51年）7月1日：「第71航空隊」がUS-1×3機により新編。
- 1978年（昭和53年）5月17日：第31航空隊所属のPS-1が高知県梼原町の山中に墜落し、13名が殉職[2]。
- 1983年（昭和58年）3月30日：「第81航空隊」がUP-2J×3機により新編。
- 1988年（昭和63年）4月21日：第81航空隊にU-36Aが配備。
- 1989年（平成元年）3月17日：PS-1が全機退役となり、第31航空隊が廃止。
- 1991年（平成03年）
  - 11月22日：第81航空隊にEP-3が配備。
  - 12月13日：第81航空隊のUP-2Jが全機除籍。
- 1992年（平成04年）7月30日：「第8航空隊」がP-3C×3機により新編。
- 1998年（平成10年）12月8日：補給整備部門の組織改編により第31支援整備隊を「第31整備補給隊」に改編。
- 1999年（平成11年）3月1日：第81航空隊にUP-3Dが配備。
- 2001年（平成13年）3月5日：第8航空隊が廃止、「第91航空隊」を新編、「第81航空隊」が改編。
- 2002年（平成14年）
  - 3月15日：第81航空隊にOP-3Cが配備。
  - 3月22日：第11海上訓練指導隊が「標的機整備隊」(江田島)に改編され、隷下に編入。
- 2005年（平成17年）9月：第91航空隊のLC-90が第61航空隊に配備替え[3]。
- 2007年（平成19年）3月30日：第71航空隊にUS-2が配備。
- 2010年（平成22年）5月18日：第71航空隊所属のUS-2が同機種としては初めての洋上救難を犬吠埼沖にて実施し、患者を羽田空港まで搬送した[4][5]。
- 2015年（平成27年）4月28日：午後2時55分頃、土佐清水市足摺岬から北東方向に約36ｋｍほどの地点の海上で、離着水訓練中の第71航空隊所属の「US-2」が飛び立とうとした際、海の高波を受けて右翼のエンジン1基が脱落したほか、浮き部分などが損傷。そのまま離水することができなかった。乗員19人は全員救助されたが、5人が打撲などの軽傷を負った。その後、同機体は5月1日正午ごろ、完全に水没した[6]。
- 2017年（平成29年）12月13日：第71航空隊のUS-1Aが全機除籍[7]。
- 2018年（平成30年）3月23日：航空部隊の改編。

1. 航空集団直轄の第111航空隊の第111列線整備隊及び第71航空隊の第71列線整備隊、第81航空隊の第81列線整備隊、第91航空隊の第91列線整備隊と第31整備補給隊の第311検査隊及び第312検査隊を廃止、統合し第31整備補給隊に「第311機側整備隊」及び「第312機側整備隊」が新編。
2. 岩国航空基地隊の警衛隊、運航隊地上救難班、管理隊車両班が統合され「岩国航空警備隊」に改編。

- 2020年（令和2年）10月1日：部隊改編に伴い、第81航空隊と第91航空隊を統合し、「第81航空隊」を再編[8][9]。
- 2025年（令和7年）3月10日：第81航空隊のU-36Aが全機除籍[10]。

## 司令部編成
司令部は、岩国航空基地に設置されている。
- 航空群司令
  - 首席幕僚
  - 幕僚
  - 先任伍長

また、自衛艦隊#司令部の編成を参照。

## 部隊編成
特記ないものは岩国航空基地内に所在する。

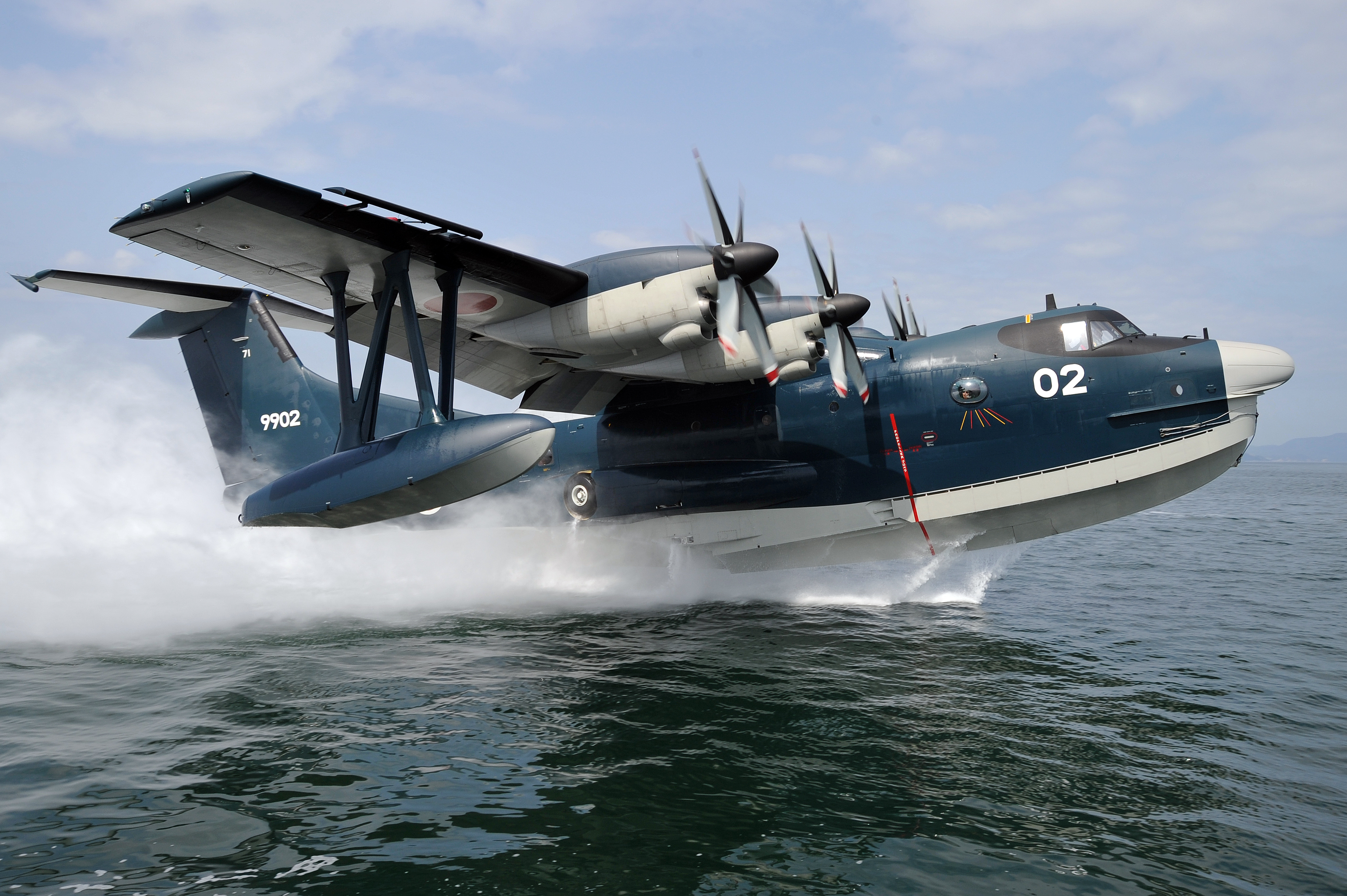
US-2

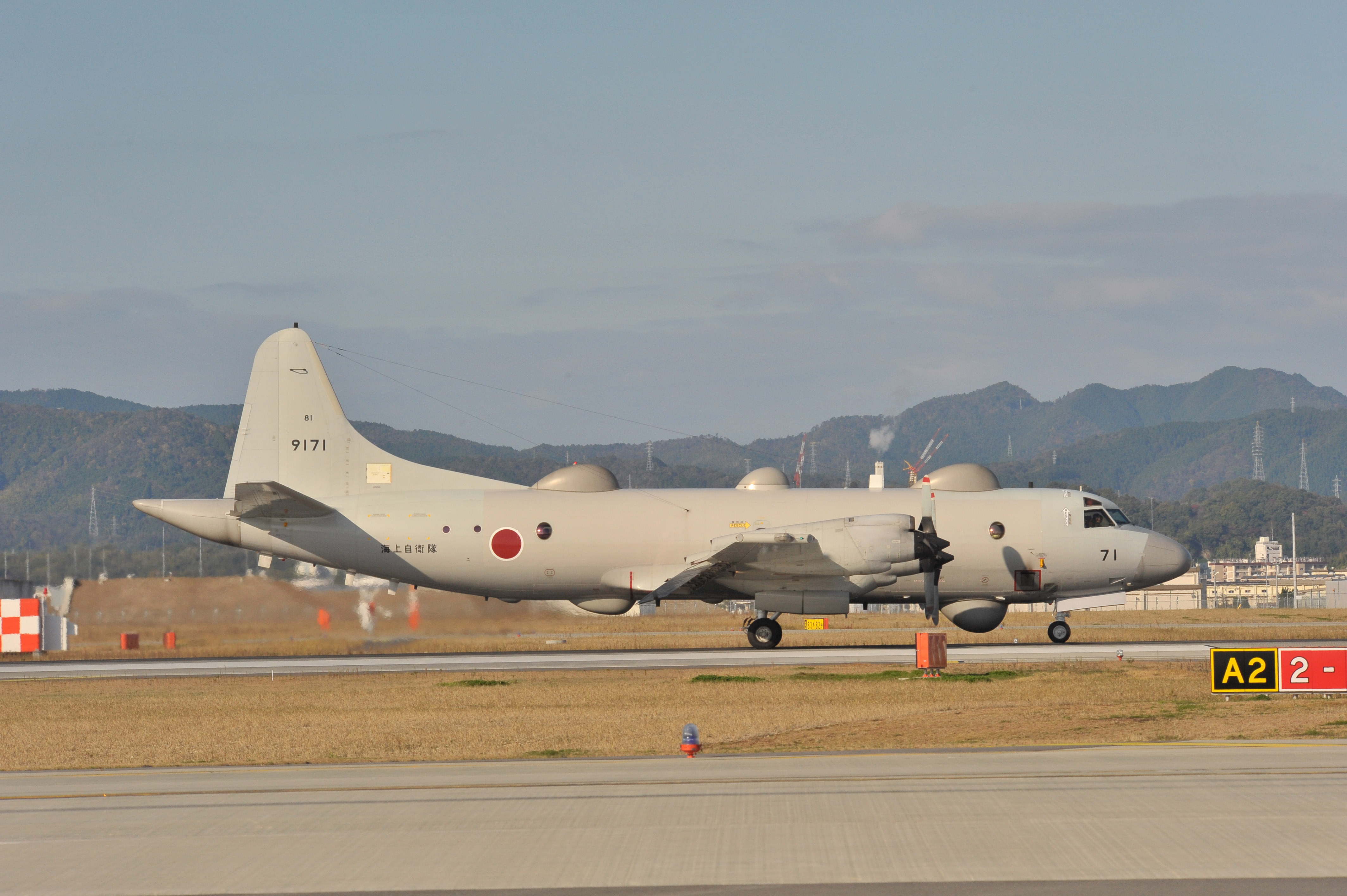
EP-3

- 第71航空隊（厚木航空基地に救難待機派遣機があったが、現在は休止中）
  - 隊本部
  - 第71飛行隊：US-2 救難飛行艇（コールサイン "IVORY"／"RESCUE RAINBOW"）[11]
- 第81航空隊：電子戦データ及び画像データ収集、艦艇部隊の電子戦訓練支援及び対空射撃訓練支援
  - 隊本部
  - 第811飛行隊：EP-3（コールサイン "VIOLET"）、OP-3C（コールサイン "VIOLET"）
  - 第812飛行隊：UP-3D（コールサイン "DELPHI"）
- 第31整備補給隊
  - 隊本部
  - 第31航空機整備隊
  - 第31電子整備隊
  - 第31武器整備隊
  - 第311機側整備隊
  - 第312機側整備隊
  - 第31補給隊
- 岩国航空基地隊
  - 隊本部
  - 岩国管理隊：設標救難船1号型（YR01、YR02）
  - 岩国航空警備隊
  - 岩国運航隊
  - 岩国経理隊
  - 岩国厚生隊
  - 岩国航空衛生隊
- 標的機整備隊（江田島）：高速標的機の整備
  - 隊本部
  - 整備隊
  - 整備教育隊

## 主要幹部
| 官職名             | 階級    | 氏名       | 補職発令日     | 前職                                                                |
| ------------------ | ------- | ---------- | -------------- | ------------------------------------------------------------------- |
| 第31航空群司令     | 海将補  | 大久保勝司 | 2025年08月01日 | 第51航空隊司令                                                      |
| 首席幕僚           | 1等海佐 | 阿部直樹   | 2025年08月01日 | 海上幕僚監部人事教育部補任課服務室長 →2025.4.4 第31航空群司令部勤務 |
| 第71航空隊司令     | 1等海佐 | 川畑智成   | 2024年08月21日 | 第5航空隊副長                                                       |
| 第81航空隊司令     | 1等海佐 | 西野太智   | 2024年10月01日 | 海上幕僚監部人事教育部人事計画課勤務                                |
| 第31整備補給隊司令 | 1等海佐 | 白石俊彦   | 2025年03月14日 | 海上自衛隊航空補給処航空機部長                                      |
| 岩国航空基地隊司令 | 1等海佐 | 大山康倫   | 2025年08月01日 | 統合幕僚監部総務部人事教育課勤務                                    |
| 標的機整備隊司令   | 2等海佐 | 志村朋宏   | 0000年00月00日 |                                                                     |

| 代 | 氏名       | 在職期間                      | 出身校・期         | 前職                                        | 後職                                      | 備考                               |
| -- | ---------- | ----------------------------- | ------------------ | ------------------------------------------- | ----------------------------------------- | ---------------------------------- |
| 01 | 宮澤正介   | 1973年3月1日 1975年6月30日    | 海兵71期           | 航空集団司令部付                            | 第2航空群司令                             | 就任時1等海佐 1973.7.1 海将補昇任  |
| 02 | 門松安彦   | 1975年7月1日 1977年6月30日    | 海兵72期           | 航空集団司令部幕僚長                        | 自衛艦隊司令部付 →1977.8.1 同司令部幕僚長 |                                    |
| 03 | 青野 壮    | 1977年7月1日 1978年12月10日   | 海兵73期           | 航空集団司令部幕僚長                        | 自衛艦隊司令部付 →1979.2.1 同司令部幕僚長 |                                    |
| 04 | 小崎啓介   | 1978年12月11日 1980年2月14日  | 海兵74期           | 小松島航空隊司令 →1978.7.1 航空集団司令部付 | 第1航空群司令                             | 就任時1等海佐 1979.2.1 海将補昇任  |
| 05 | 朝倉 豊    | 1980年2月15日 1981年12月24日  | 海兵77期・ 3期幹候 | 徳島教育航空群司令                          | 防衛研修所第6研究室長                     | 就任時1等海佐 1980.12.5 海将補昇任 |
| 06 | 松尾 亨    | 1981年12月25日 1983年10月11日 | 長崎大・ 4期幹候   | 海上自衛隊幹部候補生学校 教育部長           | 呉地方総監部幕僚長                        | 就任時1等海佐 1982.3.16 海将補昇任 |
| 07 | 岡田 毅    | 1983年10月12日 1984年12月2日  | 防大1期            | 小松島航空隊司令                            | 航空集団司令部幕僚長                      |                                    |
| 08 | 田中 稔    | 1984年12月3日 1987年3月15日   | 東京理大・ 6期幹候 | 第2航空群司令                               | 防衛大学校訓練部長                        |                                    |
| 09 | 林 赳夫    | 1987年3月16日 1989年8月30日   | 防大2期            | 自衛艦隊司令部幕僚長                        | 第5航空群司令                             |                                    |
| 10 | 武村正一   | 1989年8月31日 1991年6月30日   | 防大3期            | 海上幕僚監部監察官                          | 退職                                      |                                    |
| 11 | 杉山靖樹   | 1991年7月1日 1993年6月30日    | 防大8期            | 航空集団司令部幕僚長                        | 統合幕僚会議事務局第3幕僚室長             |                                    |
| 12 | 福谷 薫    | 1993年7月1日 1994年12月14日   | 防大12期           | 第1航空群司令部首席幕僚                     | 護衛艦隊司令部幕僚長                      |                                    |
| 13 | 西島宜弘   | 1994年12月15日 1996年6月30日  | 防大7期            | 第5航空群司令                               | 退職                                      |                                    |
| 14 | 江本 泉    | 1996年7月1日 1999年3月28日    | 防大9期            | 第2航空群司令                               | 退職                                      |                                    |
| 15 | 桒畑芳弘   | 1999年3月29日 2001年6月28日   | 防大12期           | 第4航空群司令部首席幕僚                     | 退職                                      |                                    |
| 16 | 宮本治幸   | 2001年6月29日 2003年3月26日   | 防大16期           | 第2航空群司令                               | 自衛艦隊司令部幕僚長                      |                                    |
| 17 | 松岡貞義   | 2003年3月27日 2004年8月29日   | 防大18期           | 第1航空群司令                               | 海上自衛隊幹部候補生学校長                |                                    |
| 18 | 岩田耕道   | 2004年8月30日 2006年3月26日   | 防大17期           | 第2航空群司令                               | 退職                                      |                                    |
| 19 | 植月政則   | 2006年3月27日 2008年7月31日   | 防大18期           | 海上自衛隊幹部学校副校長                    | 退職                                      |                                    |
| 20 | 大谷祥治   | 2008年8月1日 2009年12月6日    | 防大21期           | 海上幕僚監部指揮通信情報部長                | 佐世保地方総監部幕僚長                    |                                    |
| 21 | 小松龍也   | 2009年12月7日 2012年7月25日   | 防大22期           | 第5航空群司令                               | 退職                                      |                                    |
| 22 | 眞木信政   | 2012年7月26日 2014年8月4日    | 防大26期           | 第2航空群司令                               | 統合幕僚監部報道官                        |                                    |
| 23 | 大瀬戸 功  | 2014年8月5日 2015年8月3日     | 防大25期           | 第5航空群司令                               | 退職                                      |                                    |
| 24 | 園田直紀   | 2015年8月4日 2016年12月21日   | 防大31期           | 第1航空群司令                               | 海上幕僚監部人事教育部長                  |                                    |
| 25 | 畠野俊一   | 2016年12月22日 2017年3月26日  | 防大28期           | 第5航空群司令                               | 海上自衛隊幹部学校副校長                  |                                    |
| 26 | 二川達也   | 2017年3月27日 2018年3月26日   | 防大32期           | 海上自衛隊幹部学校副校長                    | 横須賀地方総監部幕僚長                    |                                    |
| 27 | 森田義和   | 2018年3月27日 2019年3月31日   | 防大30期           | 大湊地方総監部幕僚長                        | 呉地方総監部幕僚長                        |                                    |
| 28 | 大西 哲    | 2019年4月1日 2021年3月25日    | 防大34期           | 海上幕僚監部監察官                          | 防衛監察本部監察官                        |                                    |
| 29 | 平木拓宏   | 2021年3月26日 2024年8月1日    | 防大33期           | 第4航空群司令                               | 第5航空群司令                             |                                    |
| 30 | 石川一郎   | 2024年8月2日 2025年7月31日    | 防大32期           | 第2航空群司令                               | 退職                                      |                                    |
| 31 | 大久保勝司 | 2025年8月1日                  | 広島大・ 42期幹候  | 第51航空隊司令                              |                                           |                                    |